# René-Clément Forget
René Forget, ou René-Clément Forget, est un chef-opérateur du son français, né le 7 juin 1905 à Paris (17e), ville où il est mort le 30 novembre 1982 dans le 18e arrondissement.

## Biographie

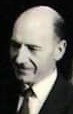
René-Clément Forget en 1956.

René Forget a été l'un des importants ingénieurs du son du cinéma français. Il a tourné avec quelques célèbres réalisateurs, Marcel L'Herbier, Sacha Guitry, Claude Autant-Lara, Robert Enrico, et côtoyé pendant une trentaine d'années les grandes vedettes de l'époque, notamment Jean Gabin, Bourvil, Louis de Funès, etc.
René Forget était marié avec Claude Imbert. Il est mort à Paris d'un cancer en novembre 1982. Il est crématisé au cimetière du Père-Lachaise.

## Filmographie
- 1938 : Le Petit Chose de Maurice Cloche
- 1943 : Mademoiselle Béatrice de Max de Vaucorbeil
- 1943 : Le Baron fantôme de Serge de Poligny
- 1943 : L'Homme qui vendit son âme de Jean-Paul Paulin
- 1943 : Lucrèce de Léo Joannon
- 1944 : Coup de tête de René Le Hénaff
- 1945 : La Fiancée des ténèbres de Serge de Poligny
- 1946 : Vive la liberté de Jeff Musso
- 1946 : L'Affaire du collier de la reine de Marcel L'Herbier
- 1946 : Macadam de Marcel Blistène
- 1948 : Par la fenêtre de Gilles Grangier
- 1948 : Les Dernières vacances de Roger Leenhardt
- 1949 : Aux deux colombes de Sacha Guitry
- 1949 : Le Paradis des pilotes perdus de Georges Lampin
- 1949 : Le Trésor des Pieds-Nickelés de Marcel Aboulker
- 1949 : La Veuve et l'Innocent d'André Cerf
- 1949 : Interdit au public d'Alfred Pasquali
- 1950 : Méfiez-vous des blondes d'André Hunebelle
- 1951 : Caroline chérie de Richard Pottier
- 1951 : Deux Sous de violettes de Jean Anouilh
- 1952 : Monsieur Taxi d'André Hunebelle
- 1953 : Mon mari est merveilleux d'André Hunebelle
- 1953 : L'Esclave d'Yves Ciampi
- 1953 : Les Trois mousquetaires d'André Hunebelle
- 1954 : Le Guérisseur d'Yves Ciampi
- 1954 : Cadet-Rousselle d'André Hunebelle
- 1955 : Le Fil à la patte de Guy Lefranc
- 1956 : Mannequins de Paris d'André Hunebelle
- 1956 : La Traversée de Paris de Claude Autant-Lara
- 1957 : Casino de Paris d'André Hunebelle
- 1958 : Les Misérables de Jean-Paul Le Chanois
- 1958 : En cas de malheur de Claude Autant-Lara
- 1958 : Le Joueur de Claude Autant-Lara
- 1959 : La Jument verte de Claude Autant-Lara
- 1959 : Le Bossu d'André Hunebelle
- 1960 : Le Capitan d'André Hunebelle
- 1961 : La Proie pour l'ombre d'Alexandre Astruc
- 1962 : Les Mystères de Paris d'André Hunebelle
- 1963 : Carambolages de Marcel Bluwal
- 1964 : Coplan prend des risques de Maurice Labro
- 1964 : Fantomas d'André Hunebelle
- 1965 : Furia à Bahia pour OSS 117 d'André Hunebelle
- 1965 : Le Gendarme à New York de Jean Girault
- 1965 : Fantomas se déchaîne d'André Hunebelle
- 1966 : Estouffade à la Caraïbe de Jacques Besnard
- 1966 : Le Grand Restaurant de Jacques Besnard
- 1967 : Le Fou du labo 4 de Jacques Besnard
- 1967 : Le Treizième Caprice de Roger Boussinot
- 1967 : Fantomas contre Scotland Yard d'André Hunebelle
- 1967 : Les Aventuriers de Robert Enrico
- 1967 : Le Mur de Serge Roullet
- 1967 : Oscar d'Édouard Molinaro
- 1967 : Casse-tête chinois pour le judoka de Maurice Labro
- 1968 : Tante Zita de Robert Enrico
- 1968 : Le Rapace de José Giovanni
- 1968 : Ho ! de Robert Enrico
- 1969 : Hibernatus d'Édouard Molinaro
- 1970 : Dernier Domicile connu de José Giovanni
- 1970 : Le Cœur fou de Jean-Gabriel Albicocco
- 1970 : L'Homme orchestre de Serge Korber
- 1971 : Sur un arbre perché de Serge Korber
- 1971 : Jo de Jean Girault
- 1971 : Boulevard du rhum de Robert Enrico
- 1973 : L'Héritier de Philippe Labro
- 1974 : Piaf de Guy Casaril